# 共産主義における左翼小児病

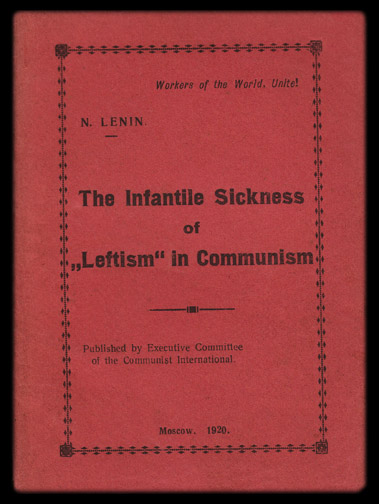
『共産主義における「左翼」小児病』の最初の英語版

『共産主義における「左翼」小児病』（きょうさんしゅぎにおけるさよくしょうにびょう、ロシア語: Детская болезнь "левизны" в коммунизме）は、1920年のウラジーミル・レーニンの著作。『共産主義における左翼小児病』などとも表記される。

## 概要
ウラジーミル・レーニンが率いた一派ボリシェヴィキが、共産主義勢力内部のより左翼（急進主義）に対する批判を行った書籍である。これらの急進主義の多くは、後に左翼共産主義と呼ばれる思想となった。本書で「左翼小児病」は、「現実の客観情勢を無視して、物事を観念的・公式的に判断し、過激な言辞・行動をとる傾向」と定義つけられている。
本書で使われた「左翼小児病」や「極左冒険主義」という批判的用語は以後、レーニン主義を掲げる党派が、急進主義や過激主義あるいは対立党派を批判する際の常套用語となった。
この書籍は1920年に書かれ、年内にロシア語、ドイツ語、英語、フランス語で出版され、そのコピーはコミンテルン第2回大会で配布された。日本語訳は、1926年に堺利彦と国崎定洞（和田哲二）がそれぞれ翻訳している。中国語訳も、1926年に登場している。
レーニンは本書で、共産主義勢力内部で、他の社会民主主義勢力などとの一切の協力を拒否する姿勢を「左翼小児病」、客観的情勢を無視して目的を優先し無謀な主張や行動を行う勢力を「極左冒険主義」と呼んで批判した。